# Nadal d'un cop
Nadal d'un cop (originalment en anglès, Falling for Christmas) és una pel·lícula de comèdia romàntica nadalenca del 2022 dirigida per Janeen Damian, en el seu debut com a directora, a partir d'un guió de Jeff Bonnett i Ron Oliver. La pel·lícula és protagonitzada per Lindsay Lohan, amb Chord Overstreet, George Young, Jack Wagner i Olivia Perez en papers secundaris. Representa el primer paper de Lohan en una producció important en més d'una dècada després d'una sèrie de contratemps en la seva carrera mentre es recuperava d'addiccions i problemes legals. Brad Krevoy i Michael Damian són els productors de la pel·lícula, que es va anunciar per primera vegada el maig de 2021 i va començar la gravació a Utah el novembre de 2021. Es va estrenar el 10 de novembre de 2022 a Netflix i va rebre crítiques mixtes i negatives. S'ha subtitulat al català.

## Repartiment
- Lindsay Lohan com a Sierra Belmont
- Chord Overstreet com a Jake Russell
- George Young com a Tad Fairchild
- Jack Wagner com a Beauregard Belmont
- Olivia Pérez com a Avy
- Alejandra Flores com a Alejandra Carlisle
- Chase Ramsey com a Terry Carver
- Sean J. Dillingham com a Ralph
- Antonio D. Charity com el xèrif Borden
- Blythe Howard com la Dra. Layla Monroe
- Aliana Lohan com a Bianca